# Pionniers de Touraine 2001
Questa voce raccoglie le informazioni riguardanti i Pionniers de Touraine nelle competizioni ufficiali della stagione 2001.

## Conference Ouest 2001

### Stagione regolare
| 15 aprile 2001 1ª giornata | Yankees Angers | 6 – 0 | Pionniers de Touraine |  |

| 15 aprile 2001 1ª giornata | Chevaliers d'Orléans | 14 – 12 | Pionniers de Touraine |  |

| 15 aprile 2001 1ª giornata | Caïmans72 du Mans | p – v (a tavolino) | Pionniers de Touraine |  |

| 22 aprile 2001 2ª giornata | Pionniers de Touraine | 6 – 16 | Chevaliers d'Orléans |  |

| 22 aprile 2001 2ª giornata | Pionniers de Touraine | 0 – 0 | Caïmans72 du Mans |  |

| 22 aprile 2001 2ª giornata | Pionniers de Touraine | 16 – 0 | Yankees Angers |  |

### Playoff
| 13 maggio 2001 Wild Card | Pionniers de Touraine | 8 – 6 | Caïmans72 du Mans |  |

| 13 maggio 2001 Semifinale | Chevaliers d'Orléans | 12 – 32 | Pionniers de Touraine |  |

| 13 maggio 2001 Ouest Bowl | Dockers de Nantes | 20 – 0 | Pionniers de Touraine |  |

## Statistiche di squadra
| Competizione      | %Vittorie | In casa | In casa | In casa | In casa | In casa | In casa | In trasferta | In trasferta | In trasferta | In trasferta | In trasferta | In trasferta | Totale | Totale | Totale | Totale | Totale | Totale |
| Competizione      | %Vittorie | G       | V       | N       | P       | Pf      | Ps      | G            | V            | N            | P            | Pf           | Ps           | G      | V      | N      | P      | Pf     | Ps     |
| ----------------- | --------- | ------- | ------- | ------- | ------- | ------- | ------- | ------------ | ------------ | ------------ | ------------ | ------------ | ------------ | ------ | ------ | ------ | ------ | ------ | ------ |
| Stagione regolare | .300      | 3       | 1       | 1       | 1       | 22      | 16      | 2            | 1            | 0            | 1            | 12           | 20           | 5      | 1      | 1      | 3      | 34     | 36     |
| Playoff           | .667      | 1       | 1       | 0       | 0       | 8       | 6       | 2            | 1            | 0            | 1            | 32           | 32           | 3      | 2      | 0      | 1      | 40     | 38     |
| Totale            | .438      | 4       | 2       | 1       | 1       | 30      | 22      | 4            | 2            | 0            | 2            | 44           | 52           | 8      | 3      | 1      | 4      | 74     | 74     |